# Janis Rozentāls
Janis Rozentāls (en letó: Jaņa Rozentāla) (18 de març de 1866 a Saldus, Curlàndia - 26 de desembre 1916, Hèlsinki) va ser un pintor letó.

## Biografia
Janis Rozentāls va néixer a la casa "Bebri" del poble de Saldus a Letònia sota l'Imperi Rus, en la família del ferrer Miķelis Rozentāls i la seva esposa. Va començar els seus estudis a l'escola de Heinriha Krauze Saldus (Heinriha Krauzes privātskola). Més tard a l'Escola Municipal de Kuldīga on va haver de renunciar, un any i mig més tard, per falta de fons econòmics. El 1880, se'n va anar a la recerca de treball a Riga, on va tenir diverses col·locacions, en una revista d'alta costura, després com a cambrer i també va ser contractat com a aprenent de pintor decoratiu. Va entrar el 1885 a estudiar formació professional a l'escola de la germandat alemanya de Riga, l'any 1888 va participar en una exposició celebrada per l'escola, a l'Acadèmia Imperial de les Arts de Sant Petersburg, on Rozentāls va aconseguir un segon premi junt amb la medalla de plata.
El 29 de juliol de 1888 Rozentāls es va matricular com a oïdor a la facultat de l'Acadèmia Imperial de les Arts de Sant Petersburg, on es va graduar el 1894. La seva obra de final d'estudis Sortida de missa havia estat pintada a la vora de Saldus. Va ser guardonat amb el títol d'artista de primer nivell segons els graus de nomenament de l'època, a partir d'aleshores es va instal·lar per alguns anys a Sant Petersburg. El 1897 va viatjar per Alemanya, França i Àustria en companyia d'Arkhip Kuindzhi nomenat el «pintor de la llum».
El 1900, va tornar a Letònia, primer a Saldus i després a Riga, va conèixer la cantant finlandesa Elli Forsell amb qui es va casar l'any 1903 a Hèlsinki. El seu estudi de pintura el va muntar al carrer Alberta de Riga, on es troba el museu en el seu honor inaugurat el 1973.
Després de l'esclat de la Primera Guerra mundial i davant la proximitat de les tropes alemanyes, es va traslladar a Hèlsinki amb la família, on va morir pintant en el seu taller el 26 de desembre de 1916. L'any 1920 les seves restes van ser repatriades a Letònia i va ser inhumat al cementiri del Bosc de Riga.

## Galeria

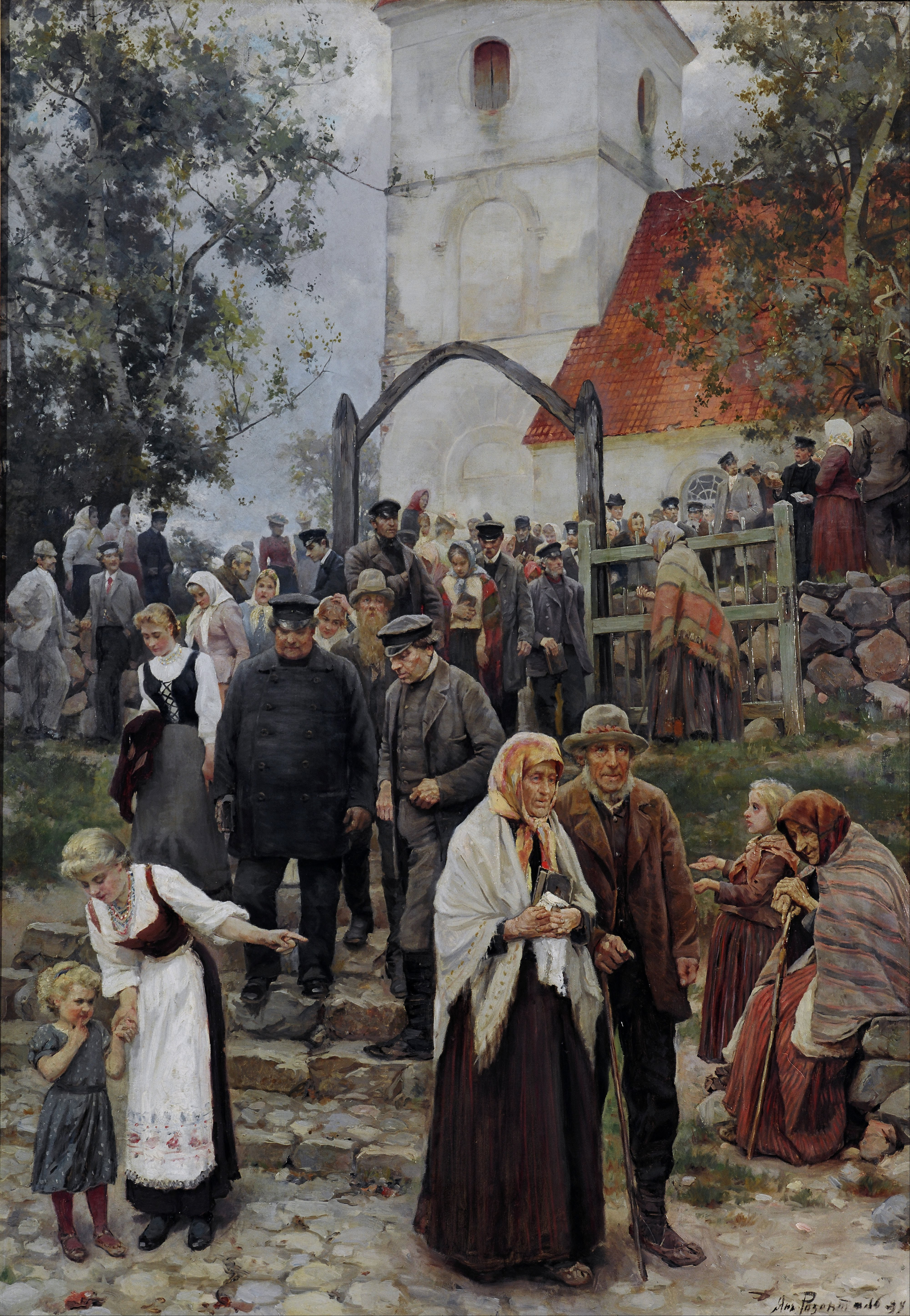
Sortida de missa (1894)
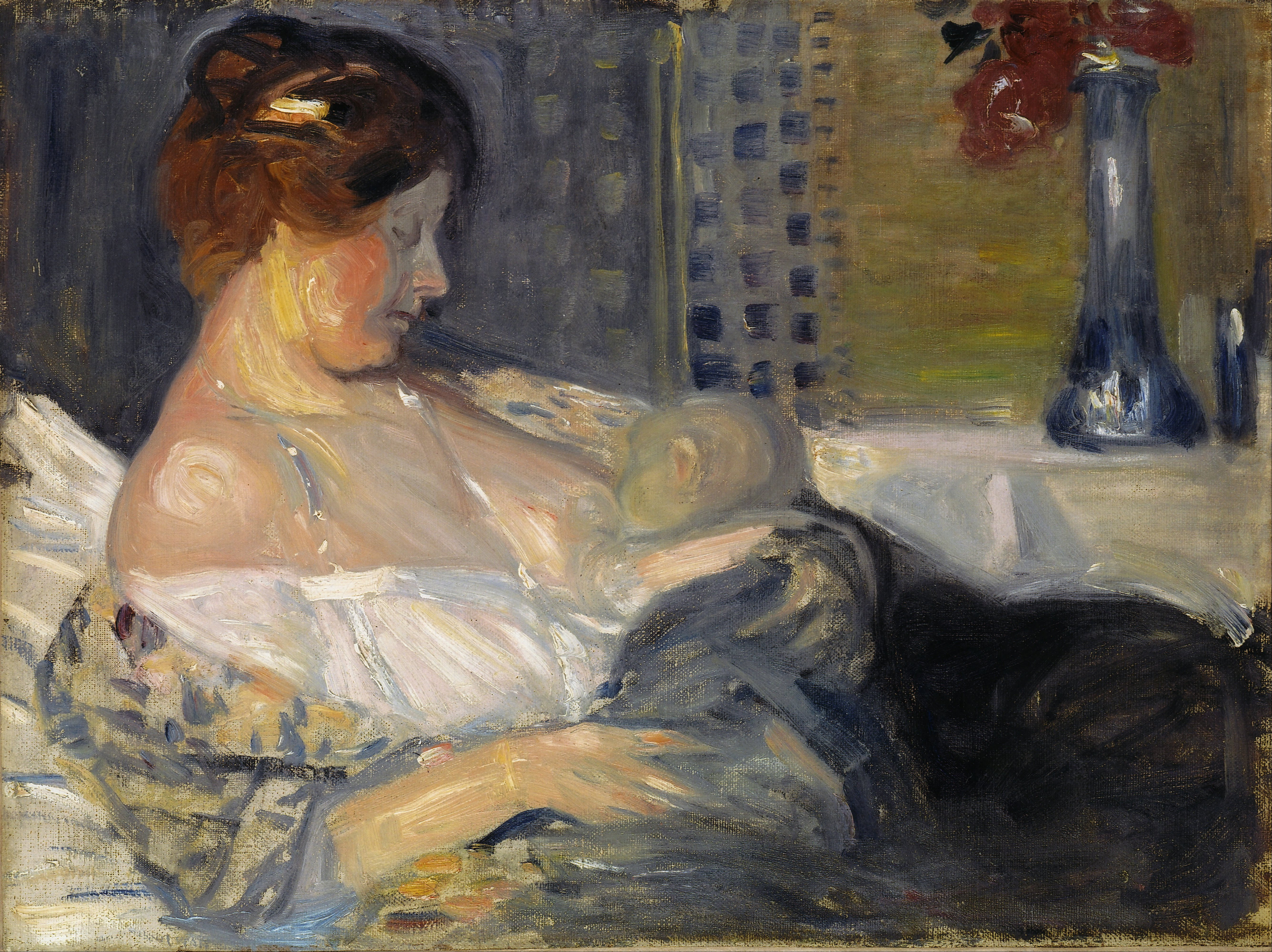
Mare amb fill (1904)
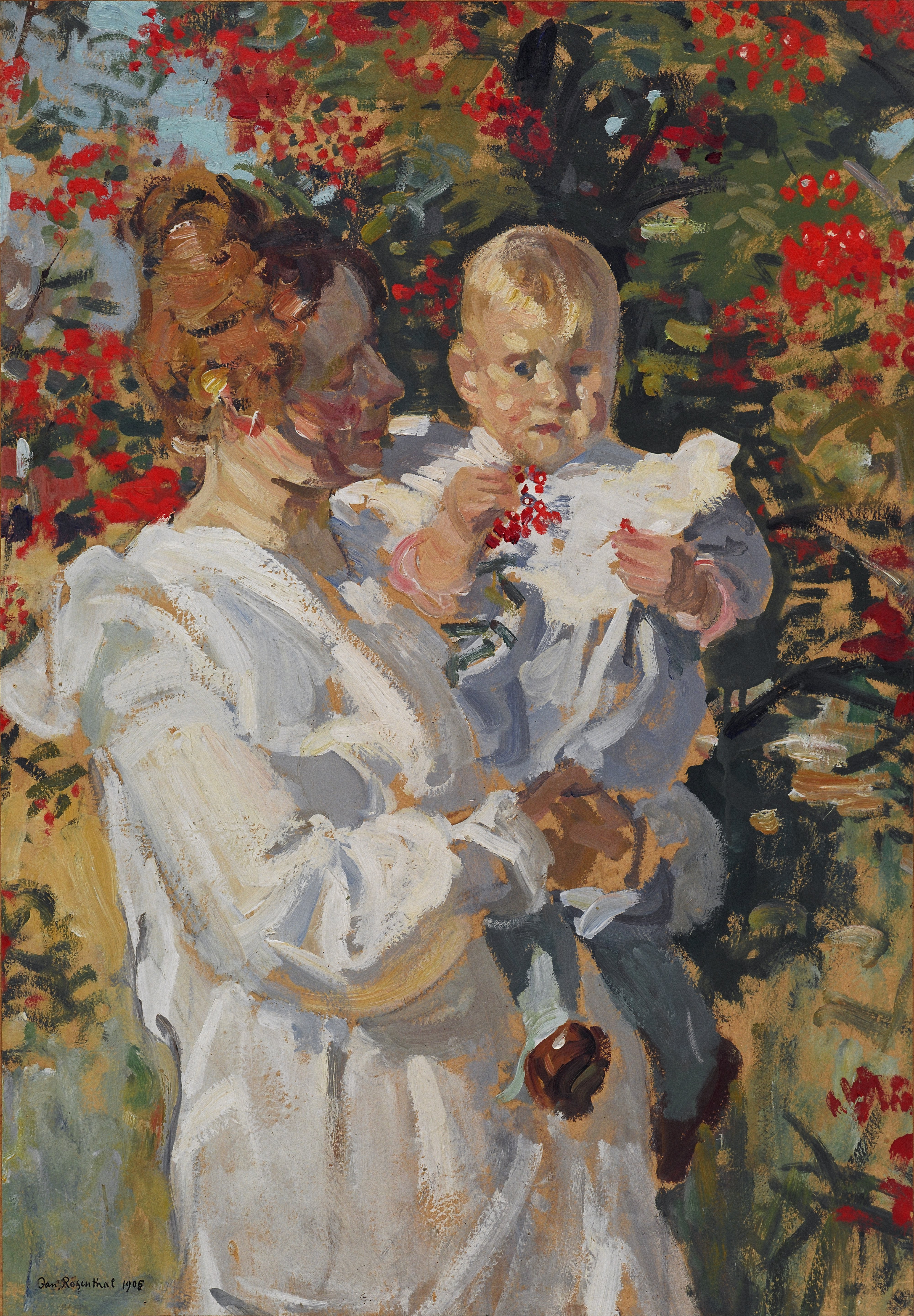
Sota l'arbre (1905)